# 안개 기둥
안개 기둥은 1987년 공개된 대한민국의 영화이다.

## 줄거리
혼인한 커플에 관한 드라마 영화이다.

## 배역
- 최명길
- 이영하
- 박정자
- 서갑숙
- 오승명
- 임영희
- 최형선

## 수상
- 1986년 제26회 대종상
  - 최우수작품상 - 황기성사단
  - 남우주연상 - 이영하
  - 여우주연상 - 최명길